# Guaibasaurus

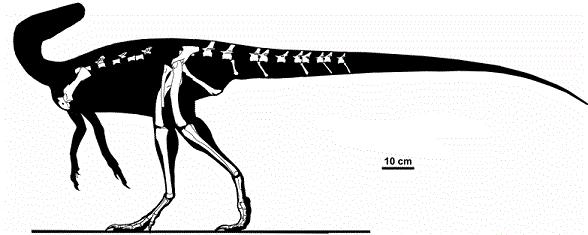
Reconstrução esquelética de um Guaibasaurus.

Guaibasaurus é um género extinto de dinossauro basal encontrado no Triássico do Rio Grande do Sul, Brasil.

## Descoberta

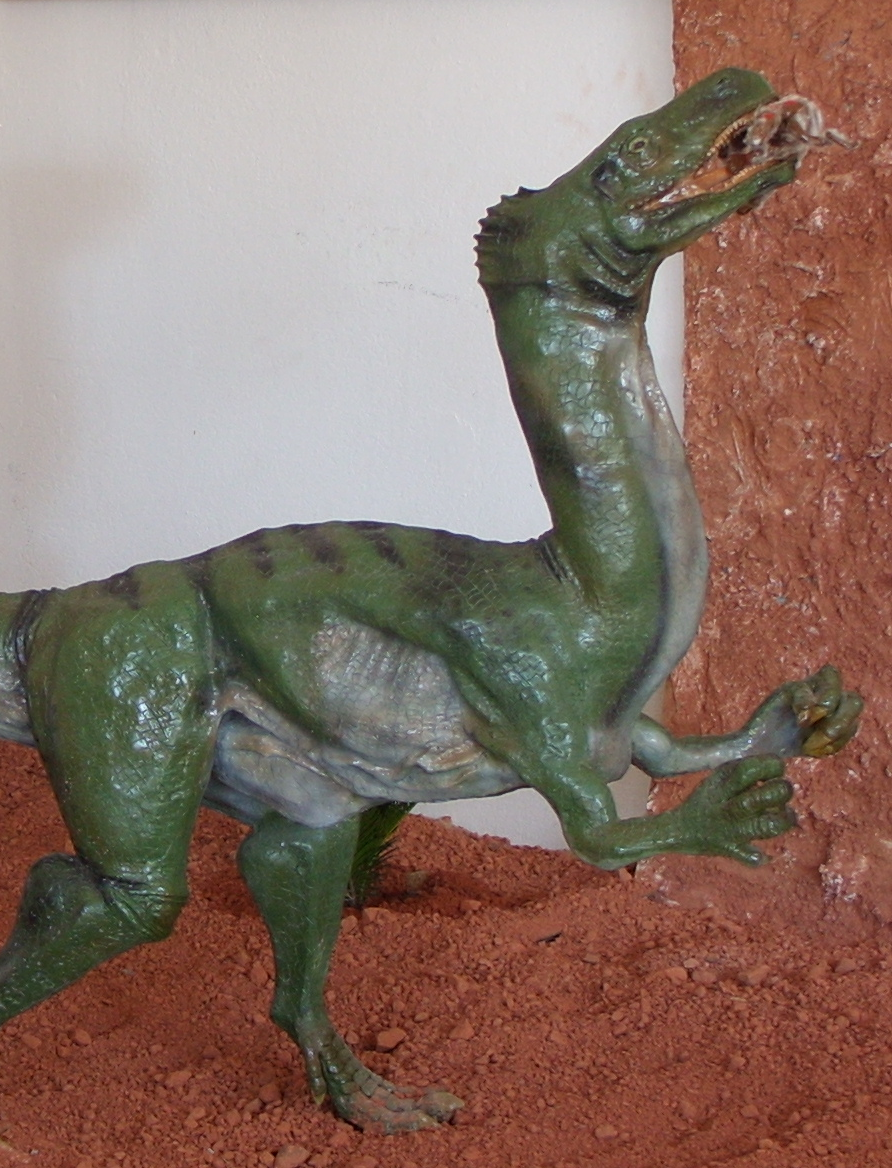
Réplica do Guaibasaurus no Museu Aristides Carlos Rodrigues.

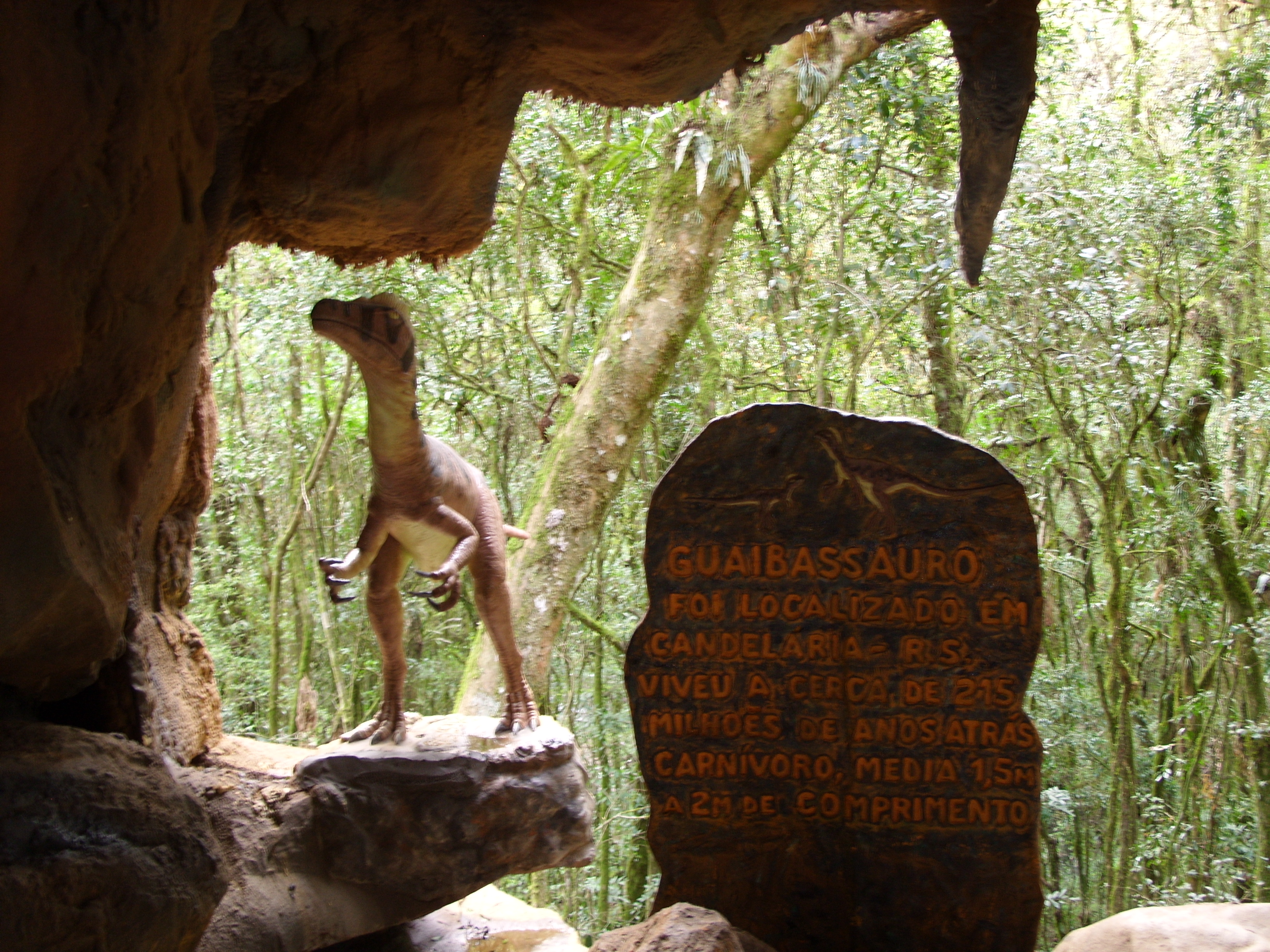
Guaibasaurus. Réplica de Clóvis Dapper, no parque Floriball em Canela.

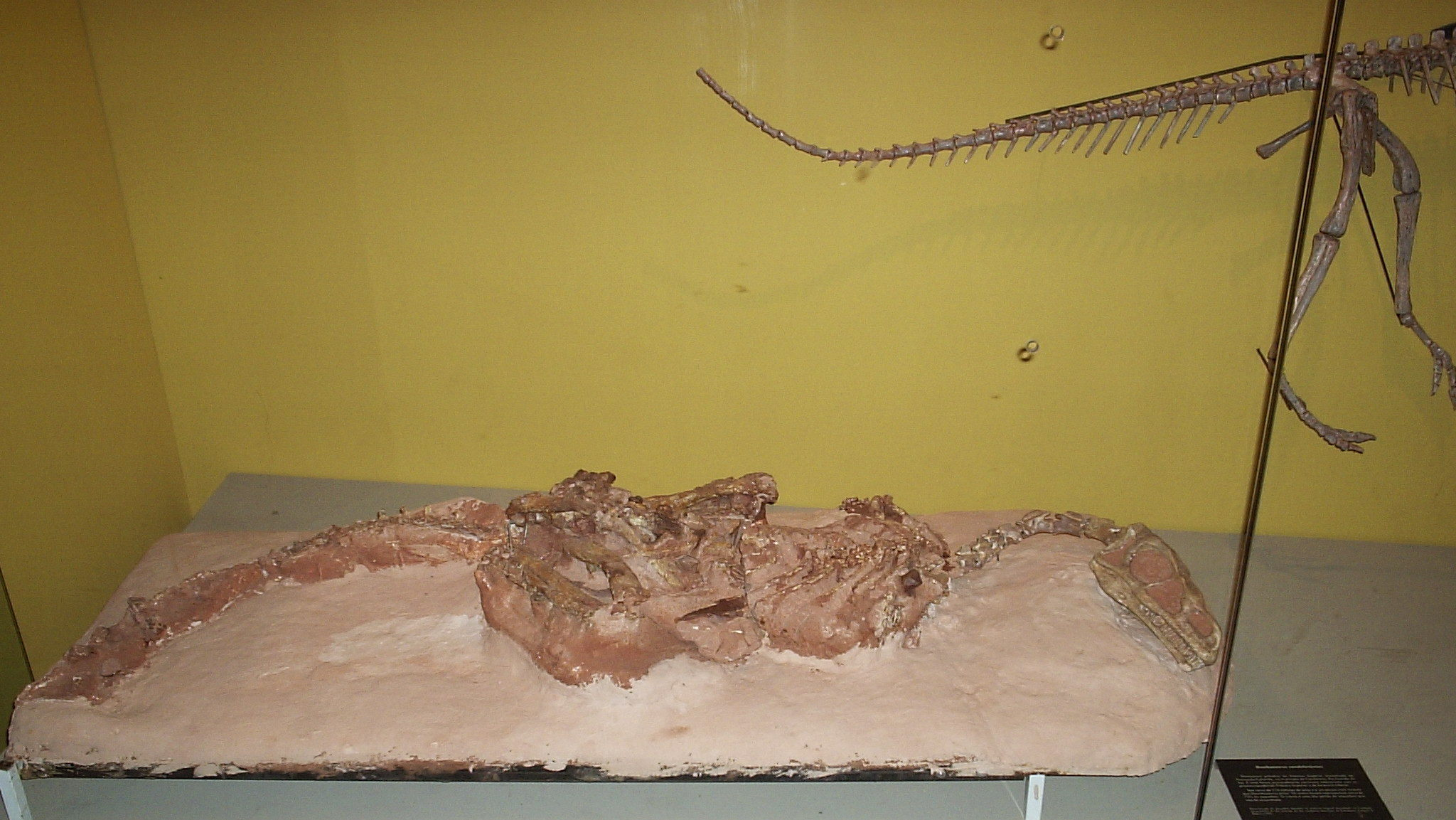
Réplica do Guaibasaurus.

O Guaibasaurus foi originalmente nomeado em função do holótipo MCN PV2355, um bem preservado esqueleto pós-craniano parcial e o parátipo, MCN PV2356, membro posterior esquerdo articulado e quase completo, que foram descobertos em Sesmaria do Pinhal 2 uma localidade perto de Candelária, Rio Grande do Sul, Brasil. Mais tarde, duas amostras adicionais foram classificadas como G. candelariensis: UFRGS PV0725T é um esqueleto articulado, quase completo, pós-craniano, faltando um membro anterior, ambos os pés e o pescoço e o MCN PV 10112 que ainda está sendo preparado, contendo partes articuladas e alguns elementos isolados, incluindo uma mão parcial. Os materiais referidos foram coletados na localidade da Linha São Luiz, perto da cidade de Faxinal do Soturno. Todos os espécimes, foram coletados nestas duas localidades da porção inferior da Formação Caturrita (Rosário do Grupo Sul, Bacia do Paraná), que datam do início da fauna do Noriano, estágio de final do Triássico, cerca de 225 milhões de anos atrás.

## Etimologia
Guaibasaurus foi nomeado por José F. Bonaparte, Jorge Ferigolo e Ana Maria Ribeiro, em 1999. A espécie-tipo é Guaibasaurus candelariensis. O nome genérico do holótipo foi dado em homenagem ao Rio Guaíba, por causa do  Projeto Prό-Guaíba, um programa de apoio científico à pesquisa de fósseis do período Triássico. O nome específico é uma homenagem a cidade Candelária, que fica próximo ao local onde os fósseis foram encontrados.

## Filogenia
José Bonaparte e seus colegas na sua descrição do gênero feita em 1999,  classificou como um saurísquio basal e colocou-o em sua própria família, Guaibasauridae. Bonaparte e colegas (2007) colocaram outro dinossauro o Saturnalia tupiniquim, outro dinossauro encontrado na região e muito semelhante a este e na família Guaibasauridae, como um grupo de saurischias primitivo. Bonaparte descobriu que essa forma pode ter sido Sauropodomorpha primitivo, ou um conjunto de formas com um ancestral comum dos Sauropodomorpha e terópodes. No geral, Bonaparte descobriu que ambos os terópodes Saturnalia e Guaibasaurus eram mais semelhantes as prossaurópodes. No entanto, as análises cladísticas mais recentes definem os membros da família Guaibasauridae como Sauropodomorphas muito basal, exceto o Guaibasaurus que foi classificado como um terópode basal ou um sauropodomorfo basal.